# Martinus (prawnik)

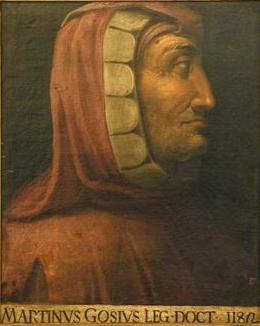
Obraz przedstawiający Martino Gosia

Martinus (Martino Gosia; zm. 1166) – włoski prawnik, jeden z czterech uczniów Irneriusa, tzw. quattuor doctores (Bulgarus, Hugo, Jacobus), znany glosator. Autor wielu glos do poszczególnych części Corpus Iuris civilis.